# Мяглово (посёлок при станции)
Мя́глово — посёлок при станции в Заневском городском поселении Всеволожского района Ленинградской области.

## История
В 1930-х годах здесь прошла железнодорожная линия Заневка — Карьер-Мяглово — Горы. Название станции было дано по соседнему крупному населённому пункту Мяглово. Затем оно перешло и на пристанционный посёлок.
По данным 1966, 1973 и 1990 годов посёлок при станции Мяглово входил в состав Заневского сельсовета.
В 1997 году в посёлке проживали 2 человека, в 2002 году — 42 человека (русских — 91%), в 2007 году — 10.

## География
Посёлок расположен в юго-западной части района у железнодорожной станции Мяглово на автодороге 41К-078 (Санкт-Петербург — Всеволожск).
Расстояние до административного центра поселения 13 км.

## Демография
| 2007 | 2010 | 2017 |
| ---- | ---- | ---- |
| 10   | ↘7   | ↗13  |

Национальный состав
По данным Всероссийской переписи населения 2021 года в посёлке проживали 70 человек, все русские.